# 弗雷讷 (奥恩省)
弗雷讷（法語：Frênes，法語發音：[fʁɛn] ⓘ）是法国奥恩省的一个旧市镇，位于该省西北部，属于阿让唐区。2015年1月1日，弗雷讷和相邻的另外6个市镇合并为新市镇坦什布赖博卡日（Tinchebray-Bocage）。

## 地理
弗雷讷（48°47'6"N, 0°40'55"W）面积13 平方千米，位于法国诺曼底大区奧恩省，该省份为法国西北部内陆省份，北起顺时针与卡爾瓦多斯省、厄尔省、厄尔-卢瓦省、萨尔特省、马耶讷省和芒什省接壤。
与弗雷讷接壤的市镇（或旧市镇、城区）包括：蒙瑟克雷、朗迪萨克。
弗雷讷的时区为UTC+01:00、UTC+02:00（夏令时）。

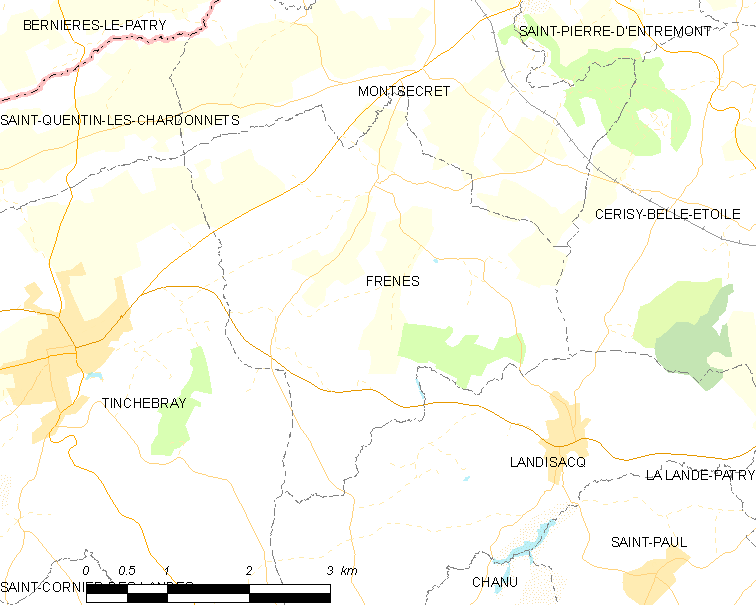
弗雷讷的OSM定位图

## 行政
弗雷讷的邮政编码为61800，INSEE市镇编码为61177。

## 政治
弗雷讷所属的省级选区为栋夫龙昂普瓦赖县。

## 人口

1962-2008年间弗雷讷人口变化图示

弗雷讷于2018年1月1日时的人口数量为821人。